# Vega de Tera
Vega de Tera é um município da Espanha na província de Zamora, comunidade autónoma de Castela e Leão, de área 44,16 km² com população de 434 habitantes (2007) e densidade populacional de 10,64 hab/km².

## Demografia
| Variação demográfica do município entre 1991 e 2004 | Variação demográfica do município entre 1991 e 2004 | Variação demográfica do município entre 1991 e 2004 | Variação demográfica do município entre 1991 e 2004 |
| --------------------------------------------------- | --------------------------------------------------- | --------------------------------------------------- | --------------------------------------------------- |
| 1991                                                | 1996                                                | 2001                                                | 2004                                                |
| 629                                                 | 549                                                 | 496                                                 | 470                                                 |